# Paliseul
Paliseul är en kommun i Belgien.   Den ligger i provinsen Luxemburg och regionen Vallonien, i den södra delen av landet, 120 km sydost om huvudstaden Bryssel. Antalet invånare är 5 183.
Omgivningarna runt Paliseul är en mosaik av jordbruksmark och naturlig växtlighet. Runt Paliseul är det ganska glesbefolkat, med 43 invånare per kvadratkilometer.